# Urata Rama
Urata Rama (Viti, 20 de desembre de 1986) és una tiradora i professora kosovar. Membre del club Shooting Club-Jeton Ramaj de Viti, practica el tir olímpic des de 2003. El 2012 va ser una de les sis atletes que el Comitè Olímpic Kosovar va proposar per participar en els Jocs Olímpics d'estiu però el Comitè Olímpic Internacional no va permetre que els esportistes kosovars hi participessin, a excepció de la judoka Majlinda Kelmendi, que ho va fer amb Albània. Va participar en els Jocs Europeus de 2015 celebrats a Bakú en la prova del rifle d'aire 10 metres. El 2016 va representar Kosovo als Jocs Olímpics d'Estiu de 2016 en la mateixa categoria. El seu cosí, Lumturie Rama, també és tirador.